# Wöhlertstraße
Die Wöhlertstraße in der Oranienburger Vorstadt im Berliner Ortsteil Mitte ist eine Seitenstraße zur Chausseestraße, die letzte Querstraße in nördlicher Richtung in Berlin-Mitte. Bis 2013 bildete die Wöhlertstraße mit Schwartzkopff- und Pflugstraße die Wendeschleife mehrerer Straßenbahnlinien.

## Geschichte
Die 1888 angelegte Straße erhielt am 12. März 1889 ihren Namen nach dem Berliner Unternehmer Johann Friedrich Ludwig Wöhlert, der seit 1843 an der Chausseestraße seine Maschinenbauanstalt und Eisengießerei Wöhlert betrieb. 1890 war die Bebauung bereits weit fortgeschritten. In einem Zeitungsbericht desselben Jahres hieß es, dass das Terrain zwar ungünstiger als das in der Nähe gelegene Borsig-Viertel liege. „Trotzdem jedoch weisen die darauf erbaute Schwarzkopff- und Wöhlertstraße vollständige Häuserreihen auf, deren einzelne Grundstücke zum größten Teil auch schon bewohnt sind. Mit Ende des nächsten Jahres dürfte das Wöhlert’sche Terrain völlig bebaut sein.“

## Objekte
Zu DDR-Zeiten befand sich in der in Ost-Berlin gelegenen Wöhlertstraße 7 ein FDJ-Heim. Während des Aufstands vom 17. Juni 1953 versuchten gegen 12:50 Uhr aus dem West-Berliner Bezirk Wedding über den Grenzübergang Chausseestraße kommende Demonstranten, das Heim zu demolieren.
Zwischen 1900 und 1902 lebte der 1893 geborene spätere Maler George Grosz für ein Jahr in der Wöhlertstraße, „einem Kohlenplatz gegenüber. […] Das übliche Schild mit den schwarzen, gekreuzten Hämmern scheint mir noch manchmal wie ein pessimistisches Denkzeichen. Hinter der geteerten Brandmauer war der übliche Durchblick auf den Hinterhof, die graue Großstadtkulisse aus Asphalt im Stein“, schrieb Grosz in seinen Erinnerungen. Der Kohlenplatz der Brennmaterialienhandlung J. Hausmann befand sich 1902 gegenüber Wöhlertstraße 11 auf dem Grundstück Pflugstraße 10, das die Wöhlertstraße nach Nordosten abschloss und ab etwa 1910 mit der neoklassizistische Wohnanlage Wöhlertgarten bebaut wurde. 
In Nr. 12, einer ehemaligen Dampfbrotbäckerei in einem 1910 errichteten Fabrikgebäude, hat der Verlag Table Media seinen Sitz. Bis 2011 war hier die Agentur Scholz & Friends Berlin ansässig.  
In Nr. 14, Quergebäude, 1. Treppe, wohnte 1892 der avantgardistische polnische Schriftsteller Stanisław Przybyszewski bei seinem Halbbruder Antoni Przybyszewski (auch: Anton, Antek), bis Stanisław 1893 die norwegische Schriftstellerin Dagny Juel heiratete. Bei Antoni lebte auch Stanisławs langjährige Geliebte Marta Foerder (auch: Martha). Sie gebar ihm drei Kinder und beging, verlassen und erneut schwanger, 23-jährig im Jahr 1895 Selbstmord mit Gift oder starb nach illegaler Abtreibung an einer Blutvergiftung. Przybyszewski stellte sich daraufhin im Roman Im Malstrom (1895) als Opfer des Sexus dar. Der halb verhungerte Schriftsteller Peter Hille zog 1893 ein; in der Wohnung verkehrten auch August Strindberg, Richard Dehmel, Adolf Paul und Bengt Lidforss. Lidforss beschrieb das Armutsmilieu in einem Aufsatz. 1896 lebte Przybyszewski für wenige Wochen in der Wöhlertstraße 5, wohin er schon 1894 an Anton Geld für Marta und die Kinder schicken ließ.
Denkmalgeschützt ist das 1958 bis 1960 errichtete und 2008 sanierte Laubenganghaus Nr. 16/17 für die Schwestern der Charité, ein Übergangsmodell zwischen den spätstalinistischen, noch handwerklich hergestellten Wohnhäusern und den industriell gefertigten Plattenbauten. Die offenen Laubengänge zu den Wohnungen liegen auf der rückwärtigen Seite; zur Straße hin befinden sich kleine Balkone.
Vor dem Haus Nr. 18 steht ein denkmalgeschützter Hydrant für Frisch- und Löschwasser, wie er zwischen 1875 und 1892 aufgestellt wurde. 

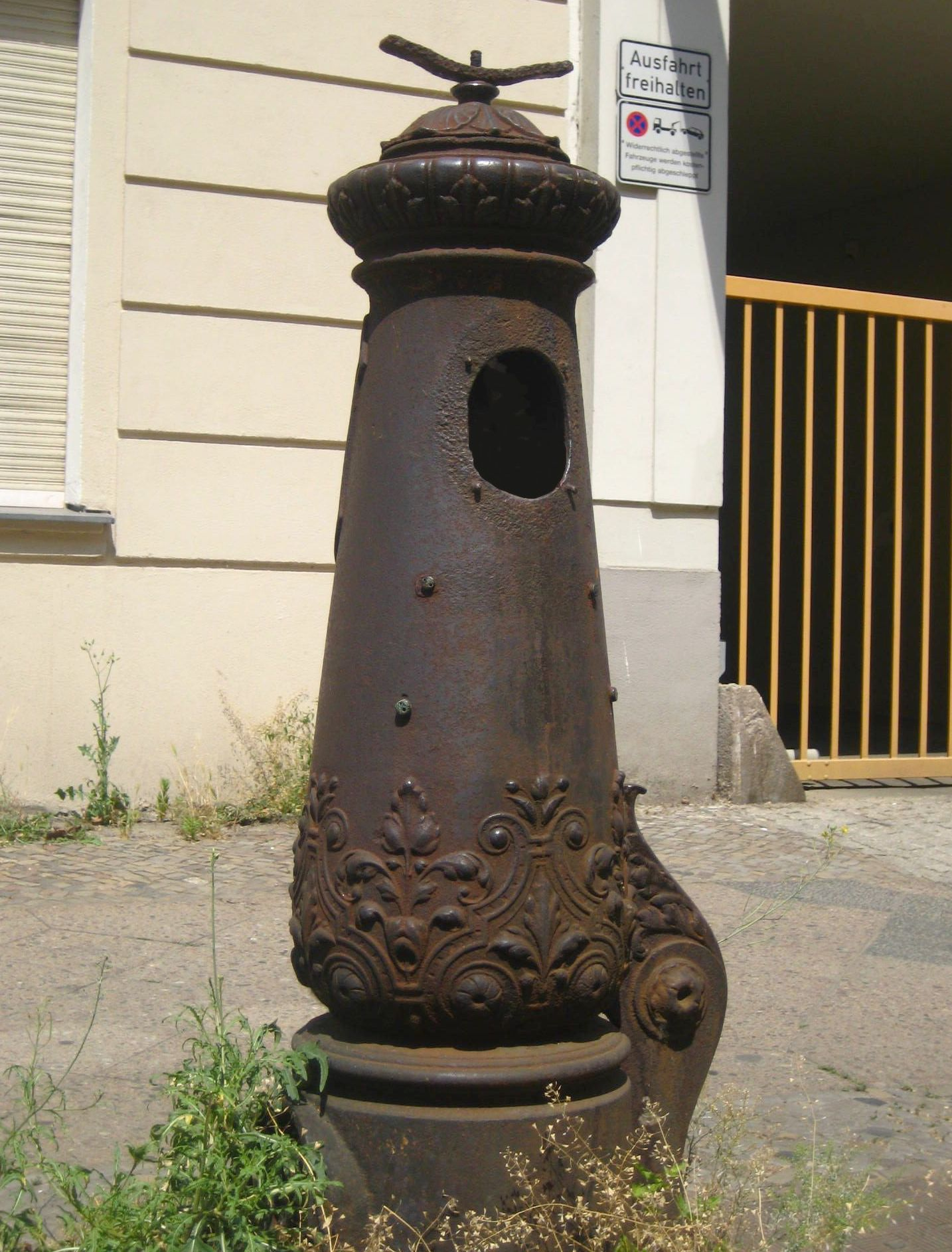
Reste des letzten Rohrbrunnens der Bauart Lohde in Berlin, vor dem Haus Wöhlertstraße 18, Zustand 2010
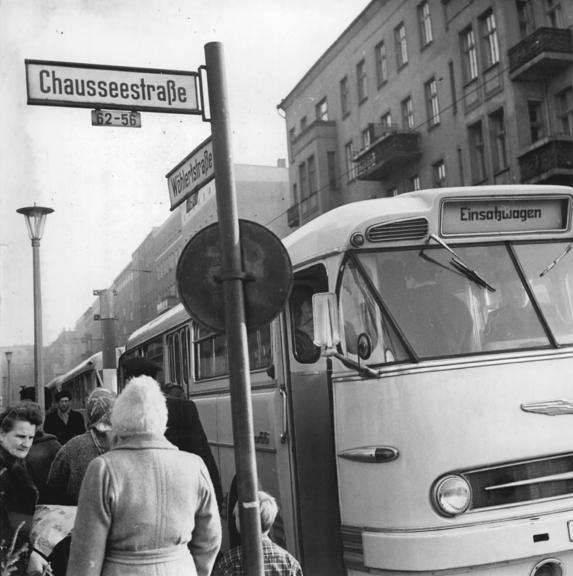
Sonderautobusse des Fabrikats Ikarus 66 am nahen Grenzübergang Chausseestraße für West-Berliner Silvesterbesucher, 1963
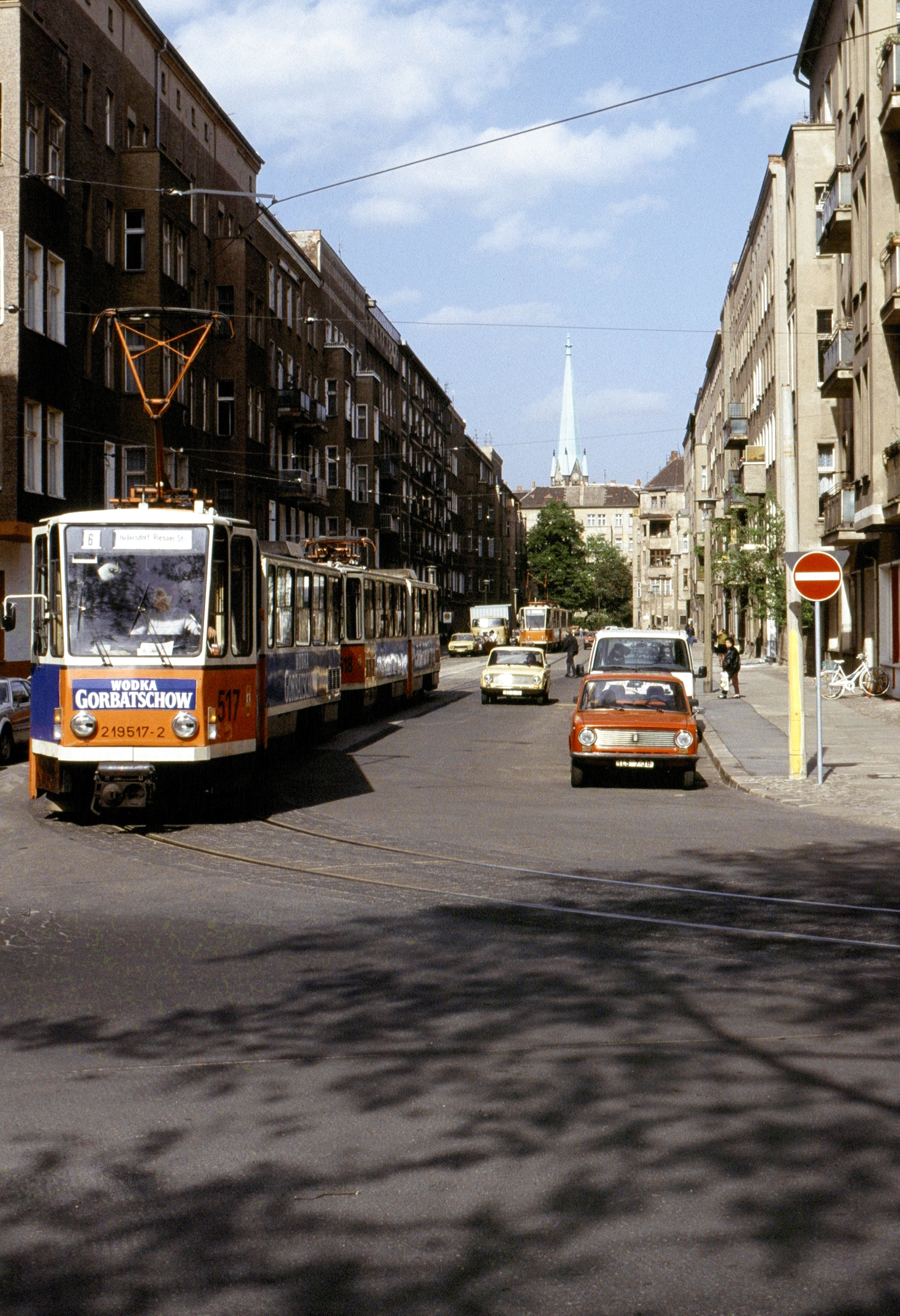
Blick von der Chausseestraße. Im Hintergrund der im Wedding stehende Kirchturm von St. Sebastian, 1991
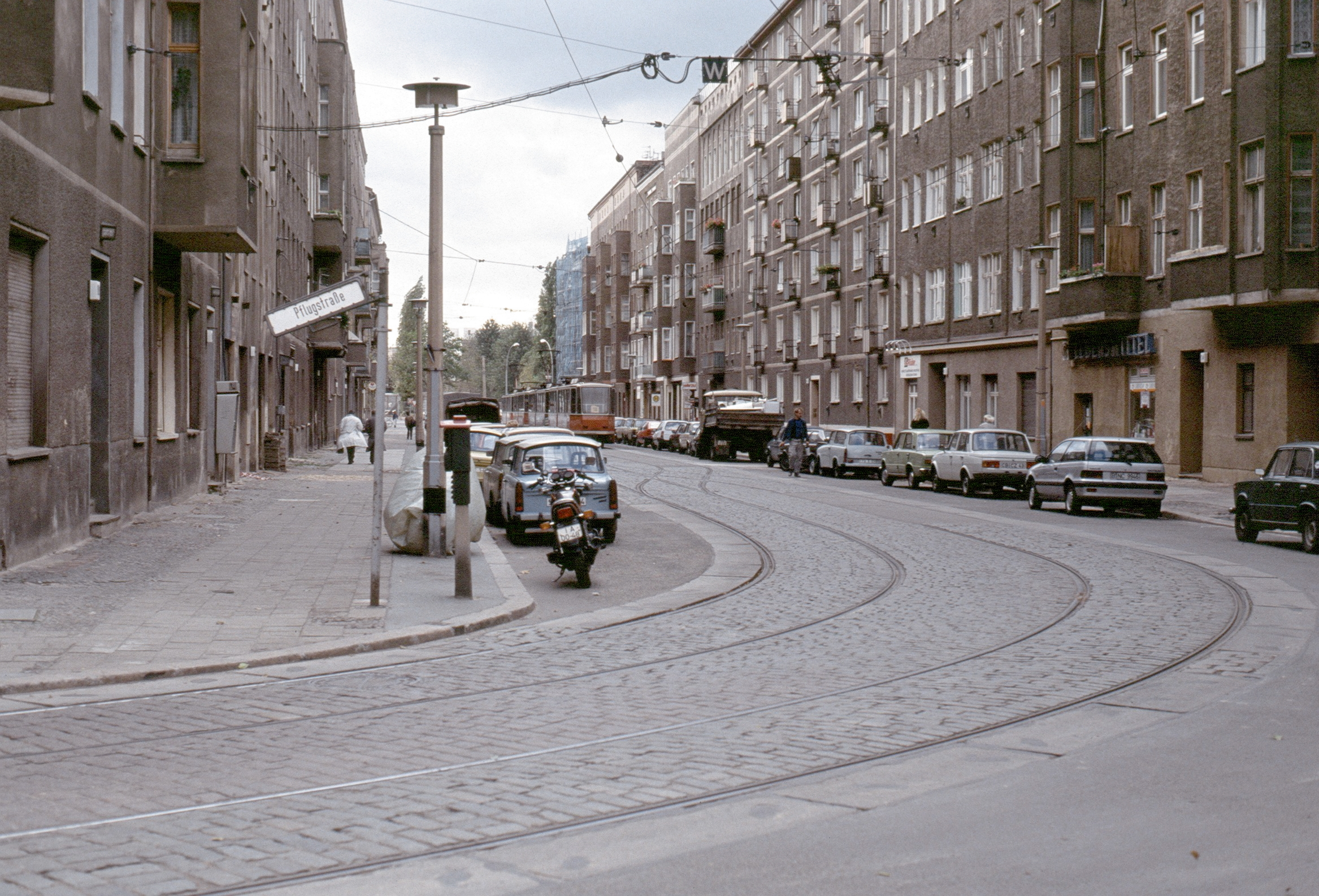
Blick von der Pflug- zur Chausseestraße, mit den kleinen Balkonen das ehemalige Schwesternheim der Charité, 1991